# Кейнсианская функция инвестиций
Кейнсиа́нская фу́нкция инвести́ций — наиболее популярная функция для определения инвестиционного климата, которую разработал Джон Мейнард Кейнс.

## Предпосылки
Первая — мотивационным фактором спроса на инвестиции является чистая прибыль. При этом под чистой прибылью Кейнс понимал чистую выручку, которая остается после возмещения текущих расходов и амортизационных отчислений.
Вторая — так как инвестиции приносят результаты не тогда, когда они осуществляются, а в будущем периоде, Кейнс исходил из необходимости учитывать прибыль, которая ожидается в течение всего срока службы основного капитала. Это обусловливает необходимость дисконтирования будущих доходов.
Третья — ожидаемый доход от инвестирования сопоставляется с обновлением стоимости капитального имущества, которое определяется затратами, связанными с его замещением.
Для сравнения ожидаемых прибылей со стоимостью капитального имущества Кейнс использует предельную эффективность капитала. Под предельной эффективностью капитала он понимал такую ставку процента, которая уравновешивает дисконтированную стоимость ожидаемых доходов со стоимостью капитального имущества. Указанную роль предельной эффективности капитала можно продемонстрировать в следующей формуле:
{\displaystyle K=\sum _{t=1}^{n}PR_{t}/(1+R)^{t}}
где К — стоимость капитального имущества (инвестиционного проекта);
PRt — ожидаемая прибыль (чистая)
R — предельная эффективность капитала;
t — годы, в течение которых должно использоваться капитальное имущество. Предельная эффективность индивидуального капитала зависит от нормы доходности капитального имущества, то есть от соотношения P = PR / К
Чем выше норма доходности капитального имущества, тем выше ставка процента, которая способна уравновешивать стоимость капитального имущества с дисконтированной стоимостью ожидаемых прибылей. Каждый вид капитального имущества имеет неодинаковую норму доходности и поэтому неодинаковую предельную эффективность капитала. Кейнс различал предельную эффективность индивидуального капитала и предельную эффективность совокупного капитала. При этом роль предельной эффективности совокупного капитала играет высокая предельная эффективность индивидуальных капиталов. В широком контексте роль предельной эффективности совокупного капитала играет такой уровень дохода, который является максимальным среди всех возможных вариантов инвестиций (реальных и финансовых).
Чтобы вложения средств в инвестиционный проект были экономически целесообразными, процентная ставка, по которой покупаются инвестиционные средства, должна быть ниже ставки процента, которая играет роль предельной эффективности капитала, то есть i<R*. Только при этом условии действительно дисконтированная стоимость ожидаемых доходов превысит стоимость капитального имущества, вследствие чего инвестор, кроме окупаемости своих средств, получит дополнительный доход. Это означает, что предельная эффективность капитала служит верхней границей для процентной ставки, которая является ценой инвестиций.
Например, на горизонтальной оси графика размещены четыре инвестиционных проекта, предельная эффективность капитала которых составляет соответственно 20 %, 18 %, 12 %, 8 %. На вертикальной оси графика находится процентная ставка в интервале 0 % до 20 %. Предельная эффективность совокупного капитала составляет 20 %, что соответствует предельной эффективности капитала первого инвестиционного проекта, которая является наивысшей среди всех вариантов вложения инвестиций.
Если процентная ставка составляет 20 %, то инвестиционный спрос равен нулю, поскольку не существует инвестиционных проектов, предельная эффективность капитала которых превышает 20 %. При снижении процентной ставки до 15 % экономически целесообразными будут инвестиции в первый и второй проекты, предельная эффективность капитала которых (20 %, 18 %) превышает 15 %. Это означает, что инвестиционный спрос выравнивается. Снижение процентной ставки до 10 % увеличивает инвестиционный спрос до величины, а снижение процентной ставки до 5 % увеличивает инвестиционный спрос до величины суммы инвестиционных проектов.
Итак, когда процентная ставка снижается, инвестиционный спрос растет. Это свидетельствует о том, что инвестиции находятся в обратной зависимости от процентной ставки, уровень которой не может превышать предельной эффективности капитала. Исходя из этого кейнсианскую функцию инвестиций можно выразить следующим уравнением:
{\displaystyle I=f(i<R*).}